# Villaquilambre
Villaquilambre és un municipi de la província de Lleó, a la comunitat autònoma de Castella i Lleó. Comprèn les pedanies de Navatejera, Villaobispo, Villaquilambre, Villarrodrigo, Villamoros, Villasinta, Robledo, Villanueva del Árbol, Canaleja i Castrillino.